# Ерсултан Габит
Габит Ерсултан Ерланович
12.06.2014 года рождения.11 лет (на 2025)
Юный каратист из Астаны 
Стиль:Со-киокушин-кайкан
7 кю 
Выступает в множествах турнирах и соревнованиях по каратэ.По типу:Воин востока (г.Усть-Каменогорск), Чемпионат Казахстана (г.Астана), и т.д
Ерсултан имеет 7 медалей
Из них 4 бронзы,1 серебро,2 золота
Также каратист имеет соц.сети:
Тик-ток:gabit.ersultan
Инстаграм: gabit.ersultan.120614